# 萨连特德加列戈
萨连特德加列戈，是西班牙阿拉贡自治区韦斯卡省的一个市镇。总面积162平方公里，总人口1080人（2001年），人口密度7人/平方公里。